# أميليس موراليسي
أميليس موراليسي (الاسم العلمي: Ameles moralesi) هو نوع من فرس النبي، يوجد في المغرب.